# The Cannanes
The Cannanes est un groupe australien d'indie pop formé à Sydney en 1984.

## Biographie
La formation originale du groupe était composée de Stephen O'Neil (chant & guitare), Annabel Bleach (chant), Michelle Cannane (guitare et percussions), Frances Gibson (basse), et David Nichols (batterie). 
Leur premier single "Life" / "It's Hardly Worth It" est sorti en 1985, sur cassette uniquement. 
Randall Lee (d'Ashtray Boy) a été membre du groupe entre 1987 et 1988, époque de l'enregistrement du premier album The African Man's Tomato et des  singles "Cardboard" et "I think the Weather's affected your brain".

## Discographie

### Albums
- 1987 : The African Man's Tomato
- 1989 : A Love Affair With Nature (Feel Good All Over)
- 1991 : Caveat Emptor (Feel Good All Over)
- 1994 : Short Poppy Syndrome (Ajax)
- 1996 : The Cannanes (Ajax)
- 1996 : Arty Barbecue (Ajax)
- 1998 : Living the Dream (Chapter)
- 1998 : Tiny Frown (Yo-Yo)
- 2000 : Communicating at an Unknown Rate (Yo-Yo)
- 2002 : Trouble Seemed So Far Away (Slabco)
- 2013 : Howling at all Hours (Chapter Music)

### Compilation
- 1994 Witchetty Pole (Ajax) : premier album + premier EP